# Svartnäbbad skratthärfågel
Svartnäbbad skratthärfågel (Phoeniculus somaliensis) är en afrikansk fågel i familjen skratthärfåglar inom ordningen härfåglar och näshornsfåglar.

## Kännetecken

### Utseende
Svartnäbbad skratthärfågel är en 37 cm lång fågel, mycket lik grön skratthärfågel (Phoeniculus purpureus), men saknar den artens grönglans på hvuud och mantel. Den har också svart näbb istället för röd, även om den ibland kan vara rödaktig vid näbbasen. Fjäderdräkten är generellt svart med blåaktig eller purpurfärgad glans. En rad vita fläckar på vingpennorna syns som ett vitt band i flykten. Den långa och kilformade stjärten har även de vita fläckar, på kanterna. Könen är lika.

### Läten
Från svartnäbbad skratthärfågel hörs kacklande läten liknande grön skratthärfågel (Phoeniculus somaliensis).

## Utbredning och systematik
Svartnäbbad skratthärfågel återfinns i östra Afrika och delas in i tre underarter med följande utbredning:
- Phoeniculus somaliensis somaliensis – förekommer från sydöstra Etiopien till västra Somalia och nordöstra Kenya
- Phoeniculus somaliensis neglectus – förekommer i torr törnbuskmark i centrala Etiopien
- Phoeniculus somaliensis abyssinicus – förekommer i norra Etiopien och Eritrea

## Levnadssätt
Arten återfinns i skogslandskap, buskmarker, skogsbryn och galleriskog samt bland stora träd som akacior i wadis, upp till 2.000 meters höjd. Den lever av spindeldjur, tusenfotingar, skalbaggar och andra ryggradslösa djur som den söker efter i barken på trädstammar och grenar, ibland upp-och-ner. Den häckar i trädhål.

## Status och hot
Arten har ett stort utbredningsområde och en stor population, men tros minska i antal på grund av avverknig av boträd, dock inte tillräckligt kraftigt för att den ska betraktas som hotad. Internationella naturvårdsunionen IUCN kategoriserar därför arten som livskraftig (LC). Världspopulationen har inte uppskattats men den beskrivs som inte sällsynt.